# 谭天伟
谭天伟（1964年2月7日—），男，湖南湘潭人，中国生物化工专家，北京化工大学教授、校长，中国工程院院士。

## 生平
1986年，于清华大学化工系毕业。1993年，于清华大学获得博士学位。
2011年，当选中国工程院院士。